# Gunja
Gunja ist ein Dorf und eine gleichnamige Gemeinde in Kroatien.

## Geographische Lage
Gunja liegt im Osten Kroatiens, den man regional und historisch Slawonien nennt, unmittelbar an der Grenze zu Bosnien und Herzegowina auf der linken Seite des Flusses Sava und gehört zur Mikroregion „županjska Posavina“. Die Stadt befindet sich 80 Meter über dem Meeresspiegel. Die geographischen Koordinaten sind: 45°07' N und 18°70' E.
Die Verkehrsanbindung ins benachbarte Brčko in Bosnien besteht in Form einer Fachwerkbrücke für PKWs und Fußgänger über die Sava, die zugleich den Grenzpunkt markiert. Eine eingleisige Eisenbahnbrücke befindet sich in unmittelbarer Nähe flussabwärts.
Gunjas Nachbardörfer auf kroatischer Seite sind Rajevo Selo im Nordwesten, Posavski Podgajci im Norden, Drenovci im Nordosten und Djurici im Osten.

## Geschichte
Erstmals wird Gunja 1378 unter dem Namen Alsan in den Schriften von „De conformitate vitae B. Francisci“ von Bartholomäus von Pisa erwähnt.

## Weblink
- Website der Gemeinde